# Église de la Vierge-des-Pauvres
Ne doit pas être confondu avec la chapelle Notre-Dame-des-Pauvres à Vandœuvre-lès-Nancy.
L'église de la Vierge-des-Pauvres est un centre paroissial de culte catholique bâti au milieu des années 1960 à Nancy, dans le quartier du Haut-du-Lièvre, par l'architecte Dominique Louis. Claude Prouvé, qui travaillait à l'époque chez Dominique Louis, a également collaboré au projet,.

## Histoire
Bâtie à partir de 1964, l'église a été ouverte au culte en 1966 pour Noël, 

## Description
Composée d'une charpente en bois lamellé-collé et d'un mur-rideau circulaire, elle s'élève à une hauteur de 10 mètres. Les façades grilles ont été mises au point par Jean Prouvé, dans les ateliers duquel Dominique Louis a été formé à Maxéville.
Sa forme paraboloïde hyperbolique, en vogue à l'époque, est une évocation de la tente qui permet de rompre avec la perpendicularité des barres d'immeubles environnantes, facilitant ainsi son identification comme lieu de culte. Elle est dotée d'un campanile indépendant. Son aspect extérieur est assez différent du projet initial,.
Partiellement souterraine, son sol descend en pente douce vers l'autel. Un puits de lumière zénithal et des vitraux placés entre les murs et la toiture permettent de faire entrer la lumière naturelle.
Son intérieur est décoré de panneaux mosaïque réalisés par Élisabeth et Francis Poydenot d'Oro de Pontonx et de fresques réalisées par Françoise Malaprade. Une statue de la Vierge sculptée par Claude Wetzstein y prend place,.

## Classement
Elle a reçu le label « Patrimoine du XXe siècle ».